# Dolomedes raptoroides
Espèce
Dolomedes raptoroides est une espèce d'araignées aranéomorphes de la famille des Dolomedidae.

## Distribution
Cette espèce est endémique de Chine. Elle se rencontre au Yunnan, au Sichuan, au Shaanxi, au Shanxi et à Chongqing.

## Description
La femelle holotype mesure 20,93 mm.
Le mâle décrit par Silva, Gibbons et Sierwald en 2015 mesure 10,9 mm.

## Systématique et taxinomie
Cette espèce a été décrite par Zhang, Zhu et Song en 2004.

## Publication originale
- Zhang, Zhu & Song, 2004 : « A review of the Chinese nursery-web spiders (Araneae, Pisauridae). » The Journal of Arachnology, vol. 32, no 3, p. 353-417 (texte intégral).